# Lü Huihui
Lü Huihui (chinesisch 呂會會 / 吕会会, Pinyin Lǚ Huìhuì; * 26. Juni 1989 in Xinxiang) ist eine chinesische Speerwerferin.

## Berufsweg
Lü absolvierte ein Studium an der Zhengzhou-Universität.

## Sportliche Laufbahn
Erste internationale Erfahrungen sammelte Lü Huihui bei den Olympischen Spielen 2012 in London, bei denen sie im Finale mit 63,70 m den fünften Platz belegte.
Bei den Weltmeisterschaften 2015 in Peking gewann sie mit neuem Asienrekord von 66,13 m im Finale die Silbermedaille hinter der Deutschen Katharina Molitor, die sie im letzten Versuch mit 67,69 m überflügelte.
2016 nahm sie erneut an den Olympischen Spielen in Rio de Janeiro teil und beendete mit 64,04 m das Finale auf dem siebten Platz.
2017 gewann Lü bei den Weltmeisterschaften in London mit 65,25 m im Finale die Bronzemedaille.
2018 verbesserte sie ihren eigenen Asienrekord auf 67,69 m und gewann bei den Asienspielen in Jakarta mit 63,16 m die Silbermedaille hinter ihrer Landsfrau Liu Shiying. Beim Continental Cup in Ostrava belegte Lü mit der asiatischen Mannschaft den 3. Rang, wozu Lü durch einen Sieg vor Christin Hussong im Einzel beitrug. Zudem wurde sie chinesische Meisterin im Speerwurf.
2019 nahm Lü erstmals an den Asienmeisterschaften in Doha teil und siegte dort mit neuem Meisterschaftsrekord von 65,83 m und erhielt damit ein Freilos für die Weltmeisterschaften ebendort im Oktober. Zuvor verbesserte sie ihren eigenen Asienrekord in Huangshi um drei Zentimeter auf 67,72 m. Bei den Weltmeisterschaften gewann sie mit 65,49 m die Bronzemedaille hinter der Australierin Kelsey-Lee Barber und ihrer Landsfrau Liu.
Am 29. Mai 2020 warf Lü bei einem Hallenmeeting in Peking mit 64,34 m so weit wie noch keine andere Speerwerferin weltweit unterm Hallendach.
2021 erreichte sie bei den Olympischen Spielen in Tokio das Finale und belegte dort mit einer Weite von 63,41 m den fünften Platz.

## Doping
Am 27. April 2013 wurde sie positiv auf Hydrochlorothiazid getestet und wegen dieses Verstoßes gegen die Dopingbestimmungen für ein Jahr gesperrt.

## Persönliche Bestleistungen
(Stand: 3. Juni 2020)
Halle
64,34 m (Weltbeste) 29. Mai 2020 in Peking
Freiluft
67,98 m  2. August 2019 in Shenyang